# Нидерланды на зимних Олимпийских играх 2006
Нидерланды принимала участие в Зимних Олимпийских играх 2006 года в Турине (Италия) в семнадцатый раз за свою историю, и завоевала две серебряные, три золотые, и четыре бронзовые медали. 
| Нидерланды на олимпиаде 2006 года в Турине | Нидерланды на олимпиаде 2006 года в Турине                           | Нидерланды на олимпиаде 2006 года в Турине | Нидерланды на олимпиаде 2006 года в Турине | Нидерланды на олимпиаде 2006 года в Турине |
| Медали                                     | Спортсмены                                                           | Вид спорта                                 | Дисциплина                                 | Результат                                  |
| ------------------------------------------ | -------------------------------------------------------------------- | ------------------------------------------ | ------------------------------------------ | ------------------------------------------ |
| Золото                                     | Боб де Йонг                                                          | Конькобежный спорт                         | 10 000 метров, мужчины                     | 13.01,57                                   |
| Золото                                     | Марианне Тиммер                                                      | Конькобежный спорт                         | 1 000 метров, женщины                      | 1.16,05                                    |
| Золото                                     | Ирен Вюст                                                            | Конькобежный спорт                         | 3 000 метров, женщины                      | 4.02,43                                    |
| Серебро                                    | Свен Крамер                                                          | Конькобежный спорт                         | 5 000 метров, мужчины                      | 6.16,40                                    |
| Серебро                                    | Ренате Груневолд                                                     | Конькобежный спорт                         | 3 000 метров, женщины                      | 4.03,48                                    |
| Бронза                                     | Карл Верхейен                                                        | Конькобежный спорт                         | 10 000 метров, мужчины                     | 13.08,80                                   |
| Бронза                                     | Эрбен Веннемарс                                                      | Конькобежный спорт                         | 1 000 метров, мужчины                      | 1.09,32                                    |
| Бронза                                     | Ирен Вюст                                                            | Конькобежный спорт                         | 1 500 метров, женщины                      | 1.56,90                                    |
| Бронза                                     | Ринтье Ритсма Карл Верхейен Эрбен Веннемарс Марк Тёйтерт Свен Крамер | Конькобежный спорт                         | мужчины                                    | 3.44,53                                    |